# Karl Meisel
Karl Walter Meisel (* 7. Januar 1882 in Darmstadt; † 27. März 1945 in Jugenheim (Seeheim-Jugenheim)) war ein deutscher Jurist und Landrat.

## Leben
Karl Meisel wurde als Sohn des Landgerichtsdirektors Karl Meisel (1853–1904) und dessen Ehefrau Auguste Dorothea Henriette Walther geboren. 
Nach seinem Studium der Rechtswissenschaften war er zunächst als Rechtsanwalt in Darmstadt tätig, bevor er Justitiar bei der Landwirtschaftskammer Darmstadt wurde. Er wechselte in die öffentliche Verwaltung und war 1933 Oberregierungsrat im hessischen Staatsministerium. Am 1. Februar 1934 trat er die Stelle des Kreisdirektors im Landkreis Darmstadt an, wechselte dann in den Landkreis Bensheim, um vom 1. Juni 1938 an (ab 1939 als Landrat) in gleicher Funktion die Verwaltung des Kreises Dieburg zu führen.
Zum 15. Mai 1942 wurde er auf eigenen Wunsch in den Ruhestand verabschiedet.